# Сидик Мухамеджанов
Сидик Мухамеджанов (каз. Сыдық Мұхамеджанов; 5 вересня 1924 — 3 лютого 1991) — казахський, радянський композитор. Народний артист СРСР (1990).

## Біографія
Народився 5 вересня (за іншими джерелами — 5 серпня) 1924 року в урочищі Улькенбулак (Велике Джерело) (нині — у Шетському районі, Карагандинська область, Казахстан). Походить з підроду Карсон роду Каракесек племені Аргин.
У 1950 році закінчив теоретико-композиторське відділення Алматинського музичного училища ім. П. Чайковського (нині Алматинський музичний коледж імені П. І. Чайковського), у 1957 році — композиторське відділення Казахської консерваторії ім. Курмангази (за класом Є. Г. Брусиловського).
У роки навчання у консерваторії, з 1953 року був музичним редактором (пізніше художнім керівником) Казахського радіо.
У 1960 — 1962 роках — голова правління Спілки композиторів Казахстану.
У 1964 — 1968 роках — директор і художній керівник Казахської державної філармонії ім. Джамбула, у 1969 — 1972 роках — директор Казахського державного академічного театру опери та балету ім. Абая.
Його сонати для скрипки та фортепіано, п'єси, кюї, написані для оркестру народних інструментів, а також поеми для камерних оркестрів стали взірцем всебічного розвитку, високої художності творів казахської інструментальної, оркестрової камерної музики.
Член КПРС з 1961 року.
Помер 3 лютого 1991 року в Алмати. Похований на Кенсайському цвинтарі.

### Сім'я
- Діти: донька — Ляйля Мухамеджанова, музикознавець, член Спілки композиторів РК; донька — Ляззат Мухамеджанова; син — Мурат Мухамеджанов, художник; донька — Гульжан Мухамеджанова, піаністка.
- Онуки — Ахан Мухамеджанов, Ашим Унайбеков, скрипаль, композитор.

## Нагороди та звання
- Заслужений діяч мистецтв Казахської РСР (1961)
- Народний артист Казахської РСР (1967)
- Народний артист СРСР (1990)
- Державна премія Казахської РСР (1974)[5]
- Орден Жовтневої Революції (1971)
- Орден Дружби народів (1984)
- Орден «Знак Пошани» (1959)

## Творчість

### Список творів
Опери:
- «Айсулу» (1964, друга редакція − 1979, до 25-річчя освоєння цілинних земель, лібрето К. Шангитбаєва)
- «Дівчина-загадка» («Жұмбақ қыз», 1971, за поемою С. Сейфулліна «Кокшетау»)
- «Ахан сере — Актокты» (1982, лібрето Г. Мусрепова)
- «Абай и Айгерим» (радіоопера) (на основі власних 20 романсів на вірші А. Кунанбаєва, лібрето автора)

Ораторії:
- «Голос століть» («Гасырлар уны») (1960, текст К. Шангитбаєва)

Концерти:
- для голосу з оркестром (1959)
- для скрипки з оркестром (1975)
- для домбри з оркестром (1985)
- для кобиза з оркестром (1988)

Вокально-симфонічні твори:
- «Поема про Леніна» (1962)
- «Кантата про Леніна» (1964)
- кантата «Табігат»

Для оркестру:
- 4 симфонії, зокрема «Буря» (1968, присв. 100-річчю з дня народження В. І. Ленина)
- симфонічний кюй «Дархан дала» (1987)

Для оркестру казахських народних інструментів:
- симфонічний кюй «Батьківщина радості» («Шаттык Отаны») (1951)

Для хору a capella:
- кантата «Пори року» (1975, на вірші А. Кунанбаєва)

Інше:
- музика до спектаклей драматичного театру, зокрема: «Алдар-Косе» Ш. Хусаінова (1952), «Ботагоз» за С. Мукановим (1957), «Рабига» Ж. Аймауитова (1959), «Ох уж ці дівчата!» «Беу, кыздар-ай» К. Байсеїтова та К. Шангитбаєва (1960), «Сауле» Т. Ахтанова (1961) та інші
- пісні та романси — цикл пісень на слова Абая Кунанбаєва («Жарқ етпес қара көңілім не қылса да» — «Навіки моя душа не розквітне», «Өзгеге көңілім тоярсың» — «Усім насититись може душа», «Ғашықтың тілі — тілсіз тіл» — «Безмовна мова кохання»), «Вальс весни», «Берізка з таємницею», «Моя Венера» («Шолпаным»), «Хитається степ цілинний», патріотичні: «Жаркырайды Темиртаудын оттары» («Сяють вогні Теміртау»), «Пісня праці», «Марш молодості» та інші.

### Композиторська фільмографія
- 1955 — «Мати і син» (короткометражний)
- 1958 — «Ми з Семиріччя» (спільно з М. Крюковим)
- 1961 — «Якби кожен з нас»
- 1962 — "Перехрестя "
- 1964 — «Безбородий ошуканець»
- 1965 — «Мрія моя»
- 1972 — «Лісова балада»
- 1975 — «У підніжжя Найзатас»
- 1976 — «Третя сторона медалі»

Актор
- 1967 — «За нами Москва» — епізод